# Paradisier du Prince Albert
Pteridophora alberti
Genre
Espèce
Statut de conservation UICN

 LC  : Préoccupation mineure
Statut CITES
Le Paradisier du Prince Albert (Pteridophora alberti) est une espèce de passereau appartenant à la famille des Paradisaeidae, nommé en honneur du prince Albert de Saxe.

## Distribution
Discontinue le long de la chaîne centrale de la Nouvelle-Guinée, des monts Weyland à l’aire de Kratke, en quatre poches principales.

## Sous-espèces
- P. a. alberti (A. B. Meyer, 1894) : monts Weyland, monts Snow, monts Star, aire de Victor Emmanuel, monts Bosavi, Ambua et Kratke.
- P. a. buergersi (Rothschild, 1931) : monts Schrader.
- P. a. hallstromi (Mayr & Gilliard, 1951) : monts Giluwe, Hagen, Kubor, Karimui et aire de Bismarck.

## Dénomination, historique
C’est l’explorateur et naturaliste allemand Meyer, 1894, qui révéla l’existence de ce paradisier et le dédia au prince Albert de Saxe en le nommant Pteridophora alberti. Les noms étrangers font presque tous référence à ce Prince mais les indigènes du mont Kubor l’ont nommé «  Kissaba » d’après leur transcription de son cri. Par ailleurs, il n’est pas étonnant que les ornithologues de l’époque aient soupçonné un collectionneur peu scrupuleux d’avoir planté ces banderoles émaillées dans la tête de l’oiseau lorsqu’ils découvrirent cet animal précieux arrivé pour la première fois au muséum de Dresde en 1894 (Ottaviani 2012).

## Habitat
Le paradisier du Prince Albert est un hôte des forêts de montagne et de leurs lisières entre 1 400 et 2 850 m, mais surtout entre 1 800 et 2 500 m. Il apparaît aussi dans les zones boisées légèrement dégradées à proximité des gîtes, des clairières et des sentiers (Frith & Frith 2009).

## Alimentation
Il consomme essentiellement des fruits (notamment ceux de Timonius belensis) avec un complément d’insectes et d’araignées qu’il trouve en inspectant la mousse et le lichen des arbres (Frith & Frith 2009). Ottaviani (2012) a montré, photo à l’appui, que l’espèce consomme parfois des bourgeons d’arbres.

## Mœurs
Il évolue généralement seul, recherchant sa nourriture à tous les étages de la végétation, de la canopée au sous-bois, parfois à proximité immédiate du sol (Frith & Frith 2009).

## Voix
Gilliard (1969) avait déjà évoqué la sonorité étrange de l’appel du mâle rappelant le bourdonnement d’une abeille, la stridulation d’une sauterelle ou même le grésillement d’un appareil électrique. Le chant de signalement du mâle consiste en une série de notes crépitantes et bourdonnantes émises sur un rythme rapide et rappelant les sons émis par des insectes ou les parasites produits par une radio. Cette suite de notes va ainsi crescendo jusqu’à atteindre leur apogée sur laquelle se termine le chant. Les vocalisations nuptiales se composent de sifflements entrecoupés de doux gloussements aigus, jacassements, miaulements et autres grincements. Des imitations de chants appartenant à d’autres oiseaux peuvent être incorporées. Le jeune mâle répète un caquetage monotone de quatre
ou cinq notes montantes, sorte de roulade criarde et traînante chweer chweer chweer chweer (Ottaviani 2012).

## Parade nuptiale
La période de parade nuptiale a lieu entre septembre et avril. Le mâle chante de façon solitaire sur différents perchoirs traditionnels. Ces perchoirs sont situés jusqu’à 15 m de hauteur dans des arbres dominants, souvent situés bien en vue dans une trouée du feuillage. Des groupes de trois à sept mâles ont été observés en train de parader dans le même secteur, chaque groupe étant espacé de 8 à 16 km d’un groupe voisin. Ce constat suggère un comportement reproducteur de type lek mais des mâles ont aussi été vus paradant de façon solitaire. Le mâle vocalise du haut de son poste de chant et parade simplement en ouvrant grand le bec et en agitant ses plumes auriculaires. À l’approche d’une femelle, il plonge vers l’étage inférieur et utilise une liane comme perchoir. Quand la femelle le rejoint, il se place à 50 cm au-dessous d’elle et produit un chant sifflé et vibrant en ouvrant grand le bec. Il gonfle les plumes de la gorge et du dos qui forment alors une cape, rabat ses antennes vers l’arrière et se balance amplement et nerveusement de haut en bas sur son perchoir flexible ce qui agite remarquablement ses oriflammes. Au cours de cette exhibition, il peut aussi rabattre ses antennes complètement en avant puis en arrière. La femelle est alors balancée comme le mâle au rythme des ondulations (Ottaviani 2012).

## Nidification
Un seul nid a été découvert par Clifford & Dawn Frith à Tari Gap dans le centre-est de la Nouvelle-Guinée. La construction a eu lieu en décembre et l’incubation au début-janvier. Il était placé à 11 m de hauteur dans la fourche à trois branches d’un grand Timonius belensis. Il consistait en une coupe peu profonde de fines tiges d’orchidées et de frondes de fougères vertes enchevêtrées avec un revêtement interne de très fines tiges d’orchidées et de vrilles de vignes. Un seul œuf a été pondu et couvé pendant plus de 22 jours. L’oisillon présentait une peau nue de couleur gris-pourpre foncé, plus clair sur l’abdomen (Frith & Frith 2009).

## Statut, conservation
Malgré une distribution relativement restreinte l’espèce n’est pas globalement menacée car elle est commune voire abondante dans certaines localisations de son aire. Des mâles adultes sont absents de certains sites à habitat apparemment approprié alors que dans d’autres secteurs, des mâles chanteurs occupent des postes traditionnels et restent en contact acoustique avec des congénères (Frith & Frith 2009).